# Galium exile
Galium exile är en måreväxtart som beskrevs av Joseph Dalton Hooker. Galium exile ingår i släktet måror, och familjen måreväxter. Inga underarter finns listade i Catalogue of Life.